# Parvularcula bermudensis
Parvularcula bermudensis — бактерія класу альфа-протеобактерій, вперше ідентифікована в 2003 році в західній частині Саргасового моря в атлантичному океані. Це морська бактерія, єдиний представник свого ряду (Parvularculales).
Ізольовані штами Parvularcula грам-негативні, аеробні, хемогетеротрофи, паличкоподібні організми, рухомі за допомогою одного джгутика. Колонії на морському агарі дуже маленькі (0,3-0,8 мм в діаметрі), жовтувато-коричневого кольору і дуже жорсткі. Бактерії синтезують оксидазу, але не каталазу.